# Pseudoplexaura crucis
Pseudoplexaura crucis är en korallart som beskrevs av Bayer 1961. Pseudoplexaura crucis ingår i släktet Pseudoplexaura och familjen Plexauridae. Inga underarter finns listade i Catalogue of Life.